# Karl Alexander Müller
Karl Alexander Müller (20. dubna 1927 Basilej – 9. ledna 2023) byl švýcarský fyzik spolu s Johannesem Bednorzem nositel Nobelovy ceny za fyziku za rok 1987 za „průlomový objev supravodivosti v keramických materiálech“.
Narodil se v Basileji, ale hned po jeho narození se jeho rodina přestěhovala do Salcburku. On se ale s matkou přestěhoval do Dornachu poblíž Basileje. Dále se přestěhoval do Lugana, což je v části Švýcarska, kde se mluví italsky. Jeho matka zemřela, když mu bylo 11 let. Vystudoval Spolkovou vysokou technickou školu v Curychu.